# Agulla protomaculata
Agulla protomaculata és una espècie extinta de rafidiòpter de la família) Raphidiidae, del gènere Agulla. L'espècie se'l coneix únicament des de l'Eocè mitjà, període lutecià, membre del paracaigudes, que forma part de la Formació del Green River, a la conca de Piceance Creek i a la conca d'Uinta, al comtat de Garfield, al nord-oest de Colorado, als Estats Units.

## Història i classificació
L'espècie és coneguda per una sèrie de divuit fòssils, l'holotip, tres femelles paratipus, deu mascles paratipus i tres paratipus de sexe indeterminat. L'holotip, número "USNM 31487", és un sol espècimen femení que consta de fòssils parcials i homòlegs. Tots els espècimens tipus més un espècimen mascle addicional identificat provisionalment que pertany a A. protomaculata es conserven actualment a les col·leccions del Departament de Paleobiologia ubicades al Museu Nacional d'Història Natural dels Estats Units, situat a Washington DC, EUA. A. protomaculata va ser estudiat per primera vegada per Michael S. Engel de la Universitat de Kansas, Lawrence, Kansas, EUA. La seva descripció tipus de la nova espècie del 2009 es va publicar a la revista Transactions of the Kansas Academy of Science. Engel va encunyar l'epítet específic protomaculata com una combinació de la paraula llatina "protos" que significa "primer" i "macula" que significa "marca". Se coneix almenys un altre exemplar i es va trobar en una publicació de 1995 de Dayvault et al, però es creu que aquest exemplar encara es troba a la col·lecció privada de William Hawes. En el moment de la descripció de l'espècie, Agulla protomaculata va ser l'únic membre de l'ordre Raphidioptera descrit a la formació de Green River.

## Descripció
Els espècimens d'Agulla protomaculata tenien una llargada mitjana de 8,33 mm sense incloure l'ovipositor de les femelles. En general, l'espècie era de color marró fosc a marró, amb les potes ombrejades del marró clar al groc. El cap era marró fosc amb una extensa coloració groga que incloïa franges grogues al llarg dels costats i a la part posterior dels ulls, i una franja central de color groc que recorria el centre del cap darrere dels ulls. En les femelles, l'ovipositor corbat de gentilitat era de color marró clar i oscil·la entre els 3,47 i els 3,8 mm de llargada. Les ales són de color hialí amb un lleuger enfosquiment del pterostigma i una mitjana de 7,42 mm de llargada per a les ales anteriors. L'estructura venosa de l'ala anterior i, sobretot, la longitud i la col·locació de la vena M a l'ala posterior indiquen que l'espècie és membre del gènere Agulla.